# Grumari
Grumari é um bairro da região administrativa da Barra da Tijuca, na Zona Oeste do município do Rio de Janeiro. É famoso pelas praias selvagens, incluindo a principal, Praia de Grumari, e também as praias do Perigoso, do Meio, Funda, e do Inferno, todas acessíveis por trilha ou pelo mar.
Faz limite com os bairros da Barra de Guaratiba e Recreio dos Bandeirantes.
Seu IDH, em 2000, era de 0,894, o 31º maior da cidade do Rio de Janeiro.

## História

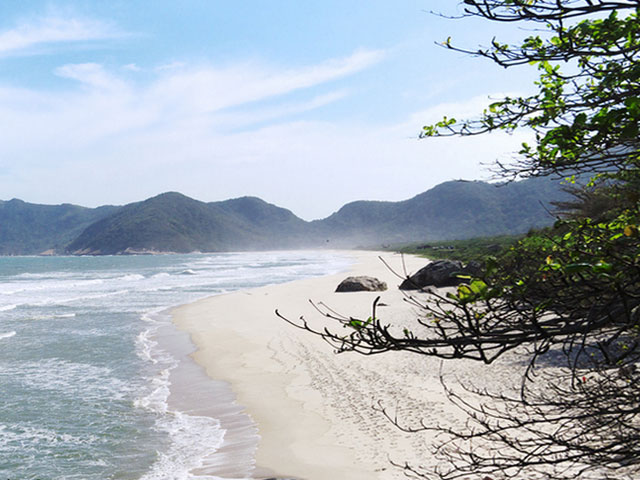
Vista da Praia.

O bairro é conhecido pela beleza de sua orla, sendo o menos populoso da cidade, pois grande parte de sua área é ocupada pela orla e por uma área de proteção ambiental.
Seu nome, que vem do indígena “CURU” (seixos, pedras soltas) e “MARI” (que produz água), também é o nome de uma árvore encontrada nas encostas da região. Cercado pelas serras do Grumari, de Guaratiba e de Piabas, é a última área natural e preservada do litoral carioca.
Grumari inclui o Parque Natural Municipal do Grumari, tombado pelo Estado em 1985, e pelo Município, em 1986. Praticamente isolado, seu acesso se dava pela Estrada Velha de Grumari, sinuosa e estreita, vinda de Barra de Guaratiba, ou pela trilha colonial na Serra de Piabas. Na década de 1970, foi aberta a Avenida Estado da Guanabara, ligando o bairro ao Recreio dos Bandeirantes.
Em Grumari há, também, a Praia do Abricó, usada pelos adeptos do naturismo, e a Prainha,transformada em Área de Preservação Ambiental (APA) em 1989 e frequentada por surfistas. Esta última integrava a propriedade de Catarina de Sá e Benevides nos tempos coloniais.

## Geografia
Grumari possui duas áreas de preservação ambiental: o Parque Natural Municipal de Grumari e o Parque Estadual da Pedra Branca.
Praia de Grumari
A Praia de Grumari tem aproximadamente 2,5 km de extensão, localiza-se a cerca de 20 quilômetros da Barra da Tijuca. A praia não se situa em uma área residencial, sendo parte de uma reserva ambiental, juntamente com a Praia do Abricó. O acesso à praia é feito a partir dos bairros do Recreio dos Bandeirantes, pela Avenida Estado da Guanabara, que começa no encontro da Praia da Macumba com o canal do Rio Morto e da Barra de Guaratiba, através da sinuosa Estrada Velha de Grumari.

## Dados
O bairro de Grumari faz parte da região administrativa de Barra da Tijuca. Os bairros integrantes da região administrativa são: Barra da Tijuca, Camorim, Grumari, Itanhangá, Joá, Recreio dos Bandeirantes, Vargem Grande e Vargem Pequena.
A denominação, delimitação e codificação do bairro foram estabelecidas pelo Decreto Nº 3158, de 23 de julho de 1981 com alterações do Decreto Nº 5280, de 23 de agosto de 1985.

## Cinema
O bairro serviu como locação de sequências do filme Os Trapalhões na Guerra dos Planetas, produzido no ano de 1978

## Televisão
Grumari frequentemente serve de locação para produções televisivas da Rede Globo e da RecordTV.
- Prainha, um dos melhores lugares para se surfar na cidade do Rio de Janeiro
- Estacionamento na Praia de Grumari
- Quiosque ao lado da Praia
- Praia do Grumari, Zona Oeste do Rio de Janeiro, Canto Esquerdo
- Praia do Grumari, Zona Oeste do Rio de Janeiro, Canto Direito
- Praia do Grumari, Zona Oeste do Rio de Janeiro, Ilhas
- Praia do Abricó, A única praia de Naturismo da Cidade.
- Entrada para a praia de nudismo do Abricó
- Panorama geral do Grumari
- Estrada de acesso à localidade do Grumari
- Pântano no interior do bairro
- Praia do Inferno, uma das cinco praias virgens e selvagens do bairro
- Praia do Abricó
- Praia de Naturismo no canto esquerdo da praia de Grumari que é denominado Praia do Abricó